# 南木窝河
南木窝河位于中华人民共和国云南省勐腊县南部，是南腊河左岸支流，发源于勐腊磨憨经济开发区以南中老边界一代的山区，蜿蜒向北流经尚勇村、尚冈村，于曼庄村转西流，在县城勐腊镇曼迈村以南汇入南腊河。河流全长75千米，落差630米，河道平均比降3.3‰，流域面积660.7平方千米。河流两岸多种植橡胶，尚勇坝子多种植水稻和香蕉。流域地处西双版纳国家级自然保护区尚勇片区，分布有大片的原始森林。